# Ledouxia alluaudi
Genre
Espèce
Synonymes
- Misumena alluaudi Simon, 1898

Ledouxia alluaudi, unique représentant du genre Ledouxia, est une espèce d'araignées aranéomorphes de la famille des Thomisidae.

## Distribution
Cette espèce est endémique des Mascareignes. Elle se rencontre à île Maurice et à La Réunion.

## Description
La femelle holotype mesure 6,5 mm.

## Étymologie
Cette espèce est nommée en l'honneur de Charles Alluaud.
Ce genre est nommé en l'honneur de Jean-Claude Ledoux.

## Publications originales
- Simon, 1898 : Études arachnologiques. 28e Mémoire. XLIV. Arachnides recueillis par M. Ch. Alluaud à l'île Maurice en 1896. Annales de la Société Entomologique de France, vol. 66, p. 276-281 (texte intégral).
- Lehtinen, 2004 : Taxonomic notes on the Misumenini (Araneae: Thomisidae: Thomisinae), primarily from the Palaearctic and Oriental regions. European Arachnology 2003 (Proceedings of the 21st European Colloquium of Arachnology, St.-Petersburg, 4-9 August 2003). Arthropoda Selecta, Special Issue, vol. 1, p. 147-184 (texte intégral).